# Consigny
Consigny település Franciaországban, Haute-Marne megyében. Lakosainak száma 77 fő (2022. január 1.). Consigny Ecot-la-Combe, Forcey, Millières, Ozières, Bourdons-sur-Rognon és Clinchamp községekkel határos.

## Népesség
A település népességének változása:
| Lakosok száma | 116  | 86   | 71   | 72   | 66   | 66   | 69   | 72   | 73   | 77   |
|               | 1968 | 1982 | 1990 | 2006 | 2013 | 2015 | 2017 | 2019 | 2020 | 2022 |